# Râul Văsălatu
Râul Văsălatu este un curs de apă, afluent al Râului Doamnei. Se formează la confluența brațelor Izvorul Cremenei și Izvorul Roșu

## Hărți
- Harta Județul Argeș
- Munții Iezer  Arhivat în 11 februarie 2012, la Wayback Machine.
- Munții Făgăraș  Arhivat în 8 septembrie 2013, la Wayback Machine.
- Alpinet - Munții Făgăraș

## Vezi și
- Lacul Văsălatu